# CBRNE

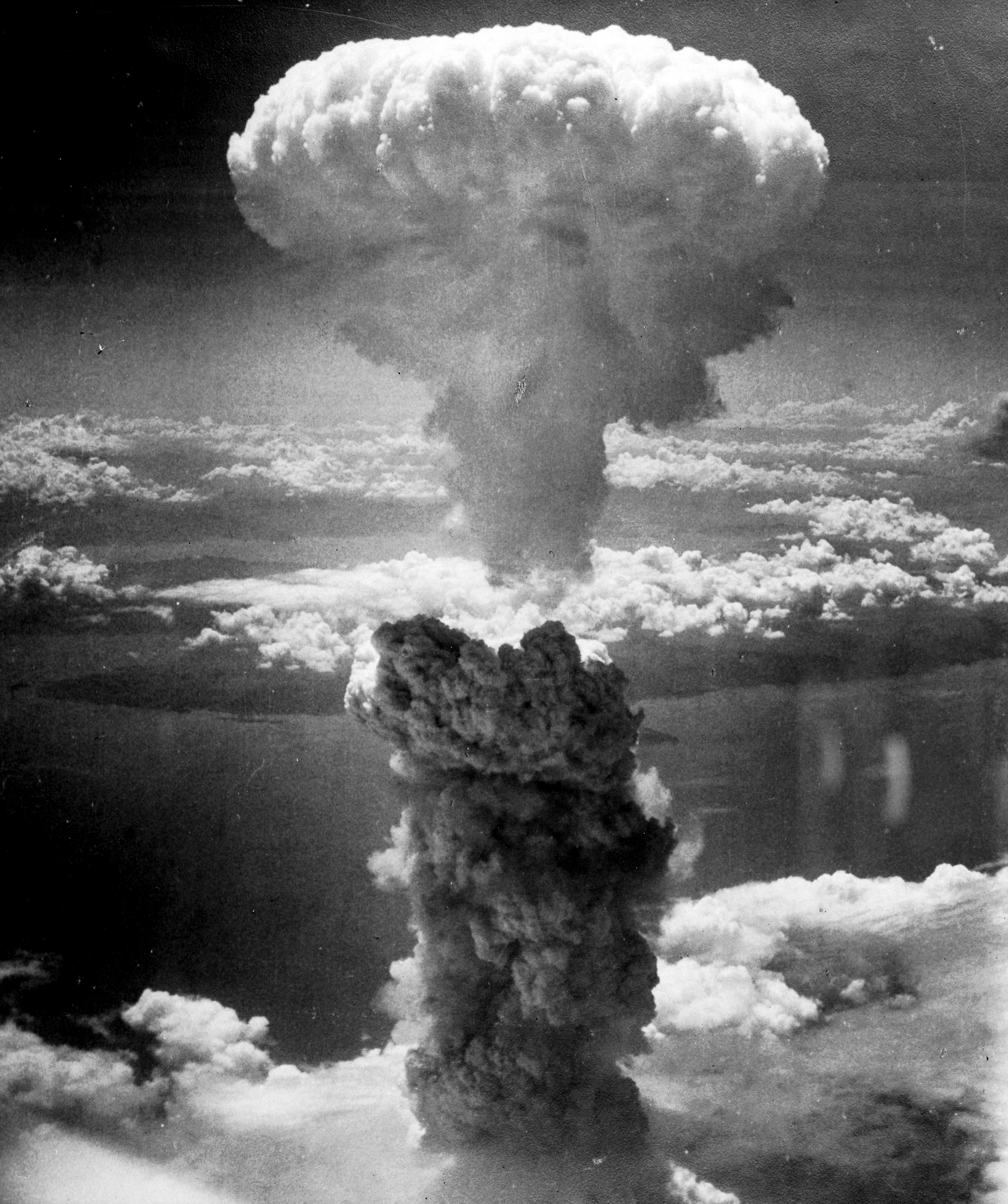
長崎市への原子爆弾投下。もっとも重大なCBRNE災害の1つである。

CBRNE（シーバーン）は、化学 (Chemical)・生物 (Biological)・放射性物質 (Radiological)・核 (Nuclear)・爆発物 (Explosive) のアクロニムである。これらによって発生した災害をCBRNE災害と称する。主に民間防衛の文脈において使われる言葉で、1990年代以降のテロリズム脅威に対して発生してきた総称としての概念である。テロのみならず、事故や災害についてもCBRNE事案として捉えられるようになっている。従来まで核 (AまたはN→Nuclear)・生物 (B)・化学 (C) の頭文字をとったABCと表記され次にNBC、その次にNに換わって放射能（RadioActive）を意味するCBRで表記していたが、さらに放射線による破壊と核爆発による物を分けてCBRN（シーバーン）と呼称していたが、近年では先進国を中心にさらに爆発物（Explosive）を加えたCBRNEと表記するのが一般的となっている。

## 概要
CBRNEは、下記の5項目を意味する。
C: 化学 (Chemical)
有毒物質や化学兵器による。工業災害や化学テロなどが想定されている。
B: 生物 (Biological)
病原体や生物兵器による、いわゆるバイオハザードである。人為的なものに限定されず、感染症のパンデミックなども、CBRNE災害に準じて扱われる。
R: 放射性物質 (Radiological)
放射性物質や放射能兵器（ダーティー・ボム）による原子力事故などが想定されている。
N: 核 (Nuclear)
核兵器を用いた核爆発によるテロである。第三世界や非国家主体による核テロリズムが想定されている。
E: 爆発物 (Explosive)
爆発物（即席爆発装置含む）によるテロ・災害である。また、上記の4種災害との複合的なテロ・災害も想定されている。
各国では、CBRNE事案に対する方策を検討・実施しており、欧州連合ではEU CBRN CoE (European Union Chemical Biological Radiological and Nuclear Risk Mitigation Centres of Excellence Initiative) を立ち上げているほか、世界健康安全保障イニシアティブにおいても、CBRNE対策が話し合われるなど、国際的な協力体制の構築が図られている。

## CBRNE災害の実例
広島市への原子爆弾投下 / 長崎市への原子爆弾投下 (N・R)
1945年8月6日には日本国広島市を、8月9日には長崎市をアメリカ軍が核兵器で攻撃した事件。被災者が主として非戦闘員であり、また世界初の核兵器の実戦使用であったためにCBRNE対策が確立されていなかったこともあって甚大な被害が生じ、広島市の人口35万名のうち約14万名、長崎市では約15万名が死亡、また放射線被曝によってさらに多くの被災者が出た。
スリーマイル島原子力発電所事故 (R)
1979年3月28日、アメリカ合衆国東北部ペンシルベニア州のスリーマイル島原子力発電所で起きた炉心溶融（メルトダウン）事故。スリーマイル島 (Three Mile Island) の頭文字をとってTMI事故とも略称される。国際原子力事象評価尺度 (INES) においてレベル5に分類される。
ボパール化学工場事故 (C)
1984年12月2日、インド・マディヤ・プラデーシュ州の州都ボパール市で発生した化学災害。同市で操業中だったユニオンカーバイド社系列の化学工場からイソシアン酸メチル (MIC) が流出、近隣市街に拡散した。夜明けまでに2000人以上が死亡、15–30万人が被害を受けた。その後も被害は拡大し、最終的には様々な要因で1万5000人～2万5000人が死亡したとされており、世界最悪の化学工場事故と言われている。
チェルノブイリ原子力発電所事故 (R)
1986年4月26日、ソビエト連邦（現：ウクライナ）のチェルノブイリ原子力発電所4号炉が炉心溶融（メルトダウン）ののち爆発・炎上し、多量の放射性物質が大気中に放出され、ウクライナ・ベラルーシ（白ロシア）・ロシアなどを汚染した。後に決められた国際原子力事象評価尺度 (INES) においてレベル7（深刻な事故）に分類され、史上最悪の原子力事故とされる。行政当局がパニックや機密漏洩を恐れ事故を内外に数日間公表せず隠蔽、遠隔操作の機械が高レベル放射線により尽く故障、事故処理に投入された作業員85万人のうち、5万5,000人が死亡したと2000年4月26日に行われた14周年追悼式典で発表。人的被害は人類原子力事故史上最悪となった。
サンドの化学物質流出事故（C）
1986年11月1日、スイスのバーゼルで発生した化学薬品倉庫火災。有毒ガスを含んだ煙が発生したため近隣住民は避難し、消火に伴い大量の汚染物質がライン川に流出し、川は赤く染まり大量の生物が死滅した。チェルノブイリ事故から注意を逸らすためのKGBによるサボタージュであった可能性が疑われている。
ハラブジャ事件 (C・E)
1988年3月16日、イラク・ハラブジャ市をイラク軍が通常兵器および化学兵器で攻撃した事件。サッダーム・フセイン政権により、反政府傾向の強いクルド人市民が攻撃された白色テロであり、「ケミカル・アリ」として知られたアリー・ハサン・アル＝マジードによって計画・実行された。少なくとも5,000名が死亡、10,000名が負傷した。
松本サリン事件 / 地下鉄サリン事件 (C)
1994年6月27日に日本国長野県松本市の住宅街、1995年3月20日に日本国東京都区部の地下鉄車内において発生した化学テロ事件。オウム真理教教徒らにより、神経ガスのサリンが散布されたもので、松本市で死者8名と重軽傷者660名、東京都で死者13名と6,000名以上の負傷者を出した。都市部のCBRNE災害について、極めて重大な教訓を残した。
東海村JCO臨界事故 (R)
1999年9月30日、日本国茨城県東海村において発生した原子力事故。作業員3名が致死量の中性子線を被曝、集中治療を受けたが2名が死亡した。周辺住民の避難や、自衛隊の災害派遣も行われた。国際原子力事象評価尺度 (INES) においてレベル4に分類される。
アメリカ炭疽菌事件 (B)
2001年9月18日より数週間に渡り、アメリカ合衆国において発生した生物テロ事件。炭疽菌の入った手紙が報道機関や議員事務所に郵送され、郵便関係者を含めて5名が死亡・17名が病院で手当てを受けた。
重症急性呼吸器症候群（SARS）の蔓延 (B)
2002年11月、中国を中心にアウトブレイクしたウイルス性新型肺炎。スーパー・スプレッダーにより香港で多くの死者を出した。
ロンドン同時爆破事件 (E)
2005年7月7日、イギリス・ロンドンにおいて発生した自爆テロ事件。地下鉄とバスが爆破され、56名が死亡、700名弱が負傷した。医療チームの早期投入や市街地での消防ヘリコプター直接接地による迅速な救助が行なわれた。
2009年新型インフルエンザの世界的流行 (B)
2009年4月、豚由来のインフルエンザ (H1N1) が世界的に流行し、WHOによりPHEICが出された。
2010年日本における口蹄疫の流行 (B)
2010年の春から夏にかけて、日本国宮崎県で発生した家畜伝染病の流行事件。口蹄疫によって畜産業に甚大な被害が発生し、地域経済に重篤な打撃を与えた。人への直接被害は生じない感染症であるが、その特性上、CBRNE災害に対するのと同様の対処が行われた。
福島第一原子力発電所事故 (R)
2011年3月11日、東北地方太平洋沖地震によって引き起こされた東京電力福島第一原子力発電所における原子力事故。地震による停電で外部電源を失い非常用ディーゼル発電機が起動したが、地震の約50分後津波が発電所を襲い地下に設置されていた非常用ディーゼル発電機、電気設備、ポンプ、燃料タンク、非常用バッテリーなどが海水により損傷または流出し、全電源喪失。このため、核燃料の冷却ができなくなった1・2・3号機が炉心溶融 （メルトダウン）した。国際原子力事象評価尺度 (INES) においてレベル7（深刻な事故）に分類される。
亀尾フッ化水素酸漏出事故 (C)
2012年に大韓民国慶尚北道亀尾市にある化学工場で発生した、強い毒性と腐食性を持つ液体フッ化水素酸の漏出事故である。作業員ら5人が死亡、住民ら四千人あまりが健康被害を受けた。
2014年の野生型ポリオ流行 (B)
2014年5月、ポリオがシリアなど中東からアフリカで蔓延し、WHOによりPHEICが出された。
2014年の西アフリカエボラ出血熱流行 (B)
2014年8月、コウモリ由来によるエボラ出血熱が西アフリカで流行し、WHOによりPHEICが出された。
2015年-2016年のアメリカ大陸におけるジカ熱流行 (B)
2016年2月、蚊由来によるジカ熱が中南米で流行し、WHOによりPHEICが出された。
2018-2019年のコンゴ民主共和国北キブ州でのエボラ出血熱流行 (B)
2019年7月、コウモリのブッシュミートが原因となりコンゴ民主共和国でエボラ出血熱が流行し、WHOによりPHEICが出された。
新型コロナウイルス感染症の世界的流行 (B)
2020年1月、中国武漢市で「原因不明のウイルス性肺炎」として最初の症例が確認されて以降、新型コロナウイルスによる急性呼吸器疾患（COVID-19）が世界的に流行し、
WHOによりPHEICが出された後にパンデミック相当であるとWHO事務局長が表明した。

## 対処要領

### ゾーニング
CBRNE災害の対処、特に有毒物質等への対応については、現場および後方地域を3段階に区分すること（ゾーニング）が重要である。
ホット・ゾーン
環境に危険物が存在する区域。対処要員が危険物に直接接触する恐れが大きいことから、原因物質不明の場合、レベルA/Bの化学防護服 (PPE) の着用が求められる。医療行為は困難であるため、警察・消防および自衛隊の対処部隊により、脅威の除去および被災者の後送のみが行なわれる。
ウォーム・ゾーン
危険物は存在しないが、これに汚染された人または物が存在する(またその恐れがある)区域。対処要員が汚染に曝露される恐れがあることから、レベルC以上のPPEの着用が必要である。警察・消防・自衛隊の対処部隊のほか、訓練を受けた医師・看護師・救急救命士による災害派遣医療チームがトリアージおよび応急処置を実施する。
コールド・ゾーン
危険物やその汚染から隔離された区域。ウォーム・ゾーンとコールド・ゾーンのあいだには除染措置が設けられていることから、コールド・ゾーンで行動する対処要員は、通常の病院と同様の標準予防策 (レベルD) を講じるのみで良い。後送されてきた被災者に本格的な医療を施す病院施設や後方支援施設、また全対処要員を統括する指揮所が設営される。
これら3つのゾーンは、災害現場を中心として同心円状に設定される。各区域の大きさは、問題となっている危険物の種類や地形・地物・気象状況によって変化する。例えば毒性の強い揮発性物質が散布された場合、風速が2メートル毎秒であれば、10分後には1.2キロメートル風下においても被害が生じうる。このことから、防災担当者はゾーン設定を慎重に行うことが求められる。
また、災害被災者を受け入れる医療機関においても、被災者を搬入する出入り口付近にウォーム・ゾーンを設定し、院内をコールド・ゾーンとするように除染措置を講じる必要がある。

### ホット・ゾーンでの活動
災害発生直後においては、被災者をホット・ゾーンから退避させることが最優先とされる。人為的要因によるCBRNE災害の場合には、この際、救助隊を狙った2次攻撃の危険性を考慮する必要がある。また、核兵器および放射性兵器による災害の場合、放射線被曝はPPEによっても完全には遮断できないことから、対処要員の被曝量に注意しておくことが重要である。
レベルA/BのPPE着用が必要であるため、警察や消防の専門部隊、自衛隊の化学科隊員など、専門の訓練を受けた要員のみが活動できる。また、静脈路確保などの医療行為はほとんど不可能であるため、後送作業が主となる。ただし、神経ガスによる重症者に対しては、応急的にアトロピンやPAM剤の筋肉内注射や、可能であれば気管挿管が行なわれる。ただし気管挿管は、レベルA PPE着用時には困難である。

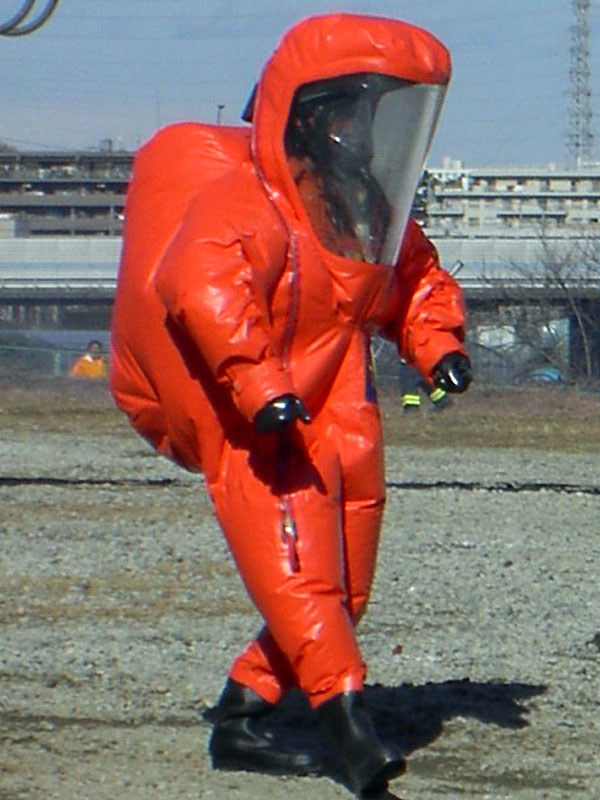
レベルA PPEを着用した横浜市消防局救助隊員
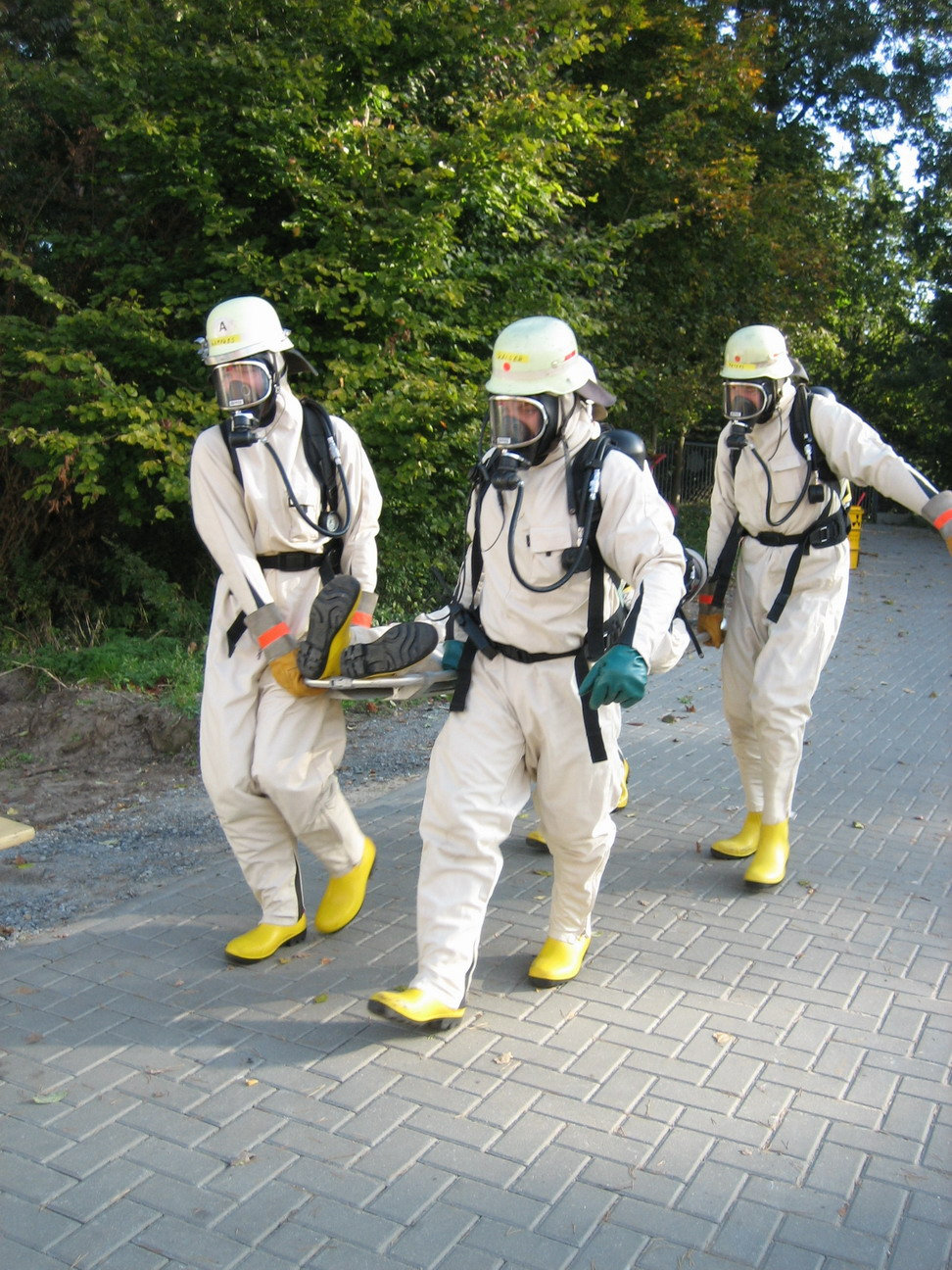
レベルB PPEを着用し、被災者をホット・ゾーンから後送する消防士
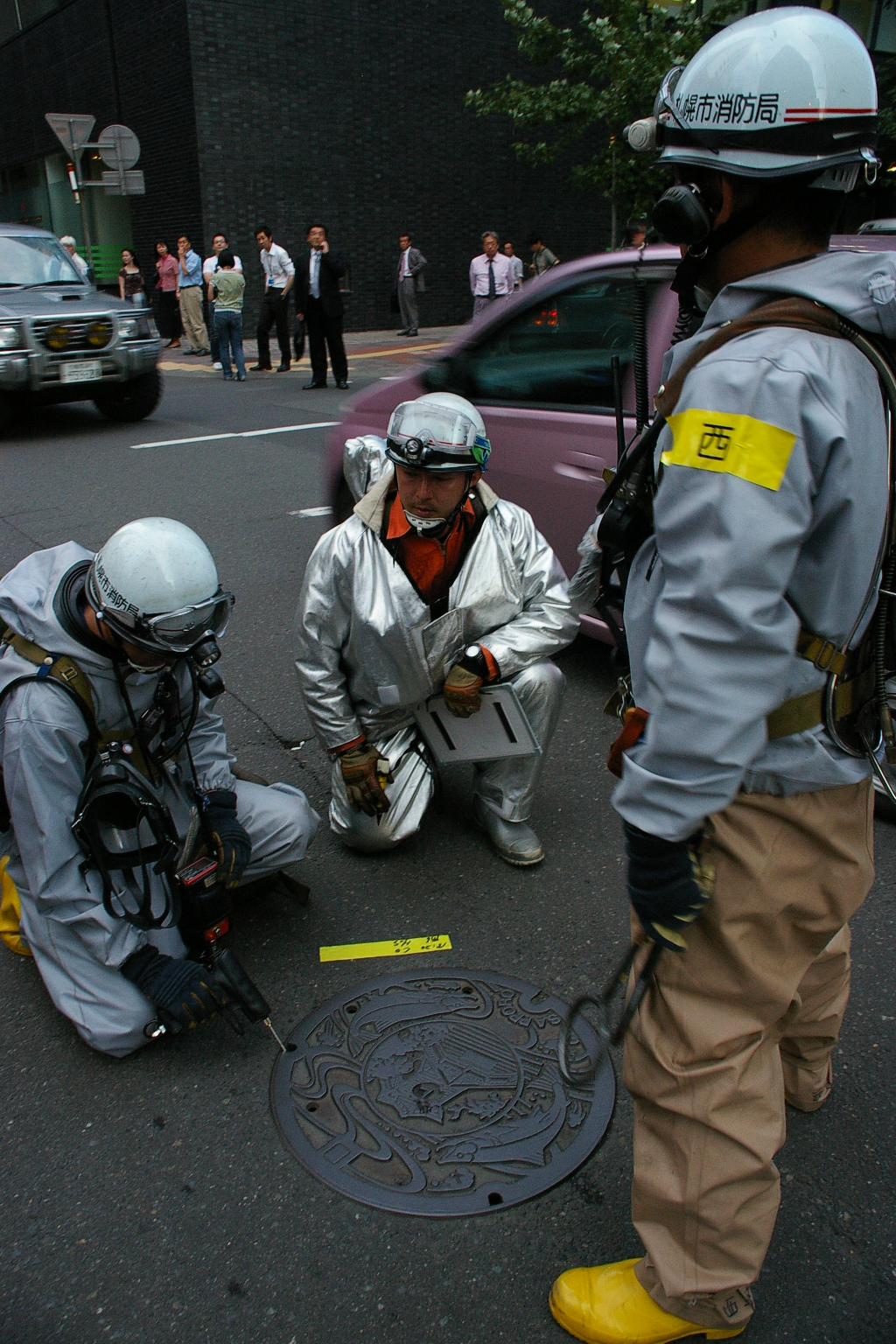
有毒ガス検知中の札幌市消防局救助隊員
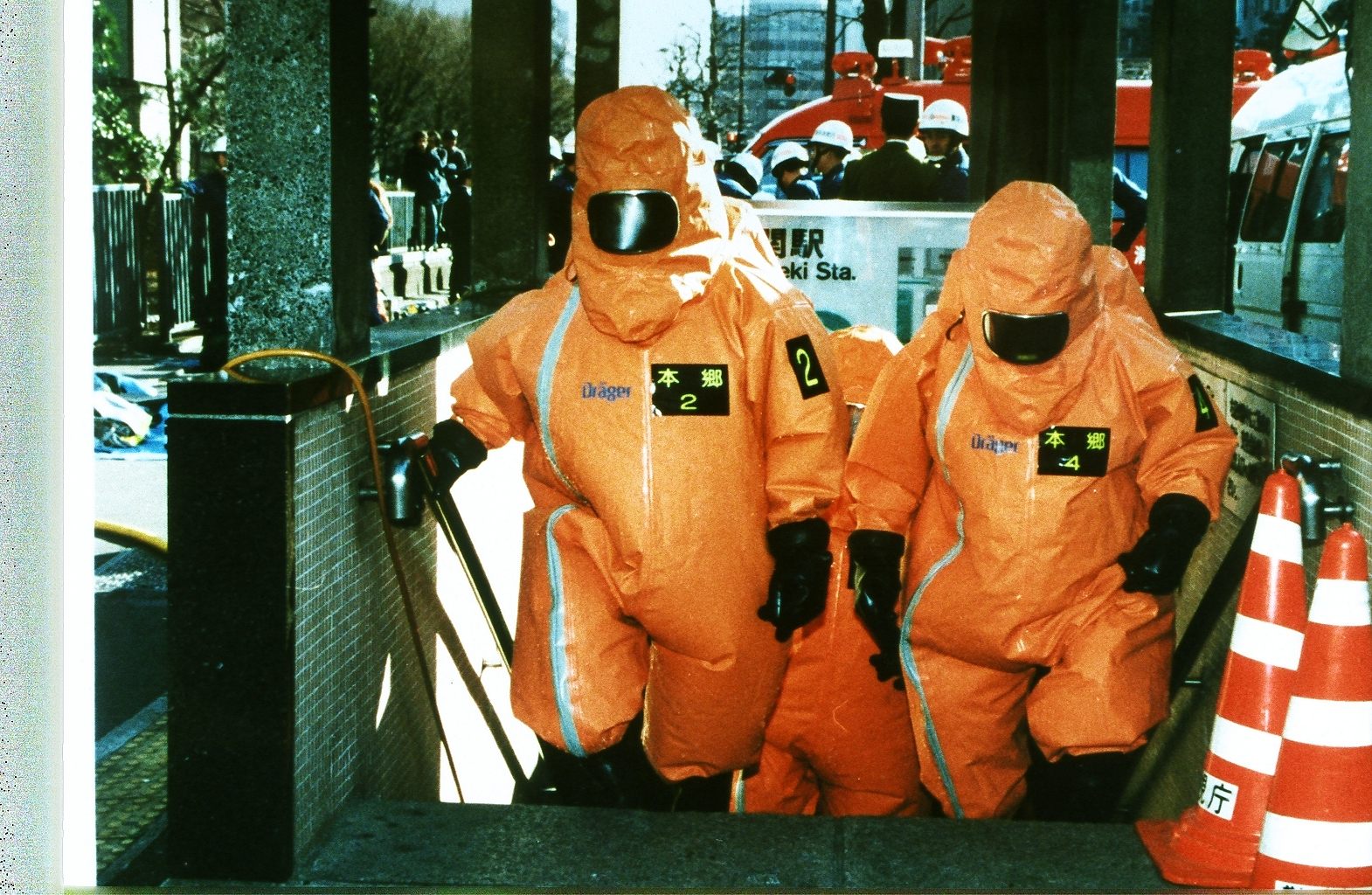
地下鉄サリン事件で霞ヶ関駅で活動する東京消防庁の化学機動中隊。

### 除染措置
被害の拡大を阻止するため、ウォーム・ゾーンとコールド・ゾーンの間で除染措置 (DECON) を厳密に行うことが必要となる。除染を行う除染エリアは、現場 (ホット・ゾーン) を取り囲むウォーム・ゾーンの外縁部、および、被災者の治療を行う医療機関の進入口に設けられる。地下鉄サリン事件で見られたように、都市型CBRNE災害においては、行動可能な被災者が個々に医療機関に向かうことが想定されるため、後者は特に重要である。
除染措置は、以下の段階を経てすすめられる。
ゲート・コントロール
除染エリアおよびコールド・ゾーンの秩序を守るためのものである。被災者とそれ以外(通常の患者や職員)を区別し、被災者に対して除染措置の必要性を説明して、除染前トリアージに誘導する。病院敷地外縁部と、病院建物の出入り口にそれぞれ設けられ、敷地外縁部のゲート・コントロール要員はレベルCのPPEを着用する。
除染前トリアージ (Pre DECON triage)
除染措置の要・不要を判別するためのものである。放射線検出器によって放射能の有無を確認するほか、医師による判定が行なわれる。要員は、基本的にレベルCのPPEを着用する。
除染
危険物・汚染物を除去するためのものである。除染手段には下記の3種類がある。
1. 乾的除染 (脱衣)
脱衣のみで75〜90%の危険化学物質が除去されるとも言われている。
2. 水除染 (脱衣とシャワー)
温水、洗剤およびスポンジによって洗浄する。開放創を最優先とし、また洗眼も重要である。
3. 拭き取り除染

また、患者の全身状態に応じて、除染を立位で行う場合と、臥位で行う場合がある。どのような手段・体位で除染を行うかは、除染前トリアージにおいて医師が決定する。

### 医療措置
除染措置を受けた被災者は、直ちに医療措置を受けることになる。ただし、除染措置によって汚染を完全に除去できるのは化学・放射性・核および通常兵器のみであり、生物兵器汚染の危険性が残っている場合、隔離および防護措置を継続する必要がある。
除染後トリアージ (Post DECON triage)
被災者の重症度を判定するためのものである。基本的には、通常災害時のトリアージ (START法) と同様であるが、CBRNE災害の場合には社会死要件を満たさない限り、死亡群に分類しないこととされている。これは、神経ガスなど呼吸停止を誘発する薬剤に被災している場合、拮抗薬の投与によって劇的な状態改善が期待できるためである。
評価と診療
基本的には通常の災害医療と同様であるが、CBRNE災害の原因となった危険物質に応じて対処・診療を行う。
1. プライマリ・サーベイ (PS)
通常のJATECに基づく治療に加え、必要に応じて神経ガス拮抗薬(PAM、アトロピン剤)の投与を行う。
2. セカンダリ・サーベイ (SS)
危険物の推定を進めつつ、より詳細な検査・処置を行う。

## 各国・地域におけるCBRNEテロ・災害対処

### 日本

#### 担当機関
- 防衛省
  - 化学科 (陸上自衛隊)
    - 中央特殊武器防護隊 (旧第101化学防護隊)
    - 特殊武器防護隊 (師団・旅団)[11]
    - 化学防護隊 (一部師団・旅団)
    - 陸上自衛隊化学学校

  - 衛生科 (陸上自衛隊)
    - 対特殊武器衛生隊

  - 防衛医科大学校
  - 自衛隊病院

- 消防
  - 東京消防庁[12]
    - 化学機動中隊  -  都内の消防署に設置[13]。
    - 消防救助機動部隊 (ハイパーレスキュー) - 第三方面本部及び第八方面本部の部隊がNBC災害専門部隊[14][15]。

  - NBC災害対応部隊（化学救助隊） - 一部の消防に設置。特別救助隊や特別高度救助隊が兼任している場合も多い[16]。
  - 特別救助隊 - 全国の消防本部、消防署等に配置。専門部隊ではないがNBC災害にも対応[17]。
  - 特別高度救助隊・高度救助隊 - 政令指定都市及び中核市の消防本部に設置。特に特別高度救助隊はNBC災害に特化[18][19]。
  - 機動特殊災害対応隊 - 横浜市消防局特別高度救助部隊 (スーパーレンジャー＝SR)[20]
  - 緊急消防援助隊特殊災害小隊 - 大規模災害時に他県に応援出動する部隊。上記にあげた部隊が登録している[21]。
  - 緊急消防援助隊NBC災害即応部隊 - 全都道府県・政令指定都市の緊急消防援助隊に編成中のNBC災害に特化した部隊。総務省消防庁長官による特別な運用を受ける。

- 警察
  - 機動隊化学防護隊 - 警視庁機動隊
  - NBCテロ対応専門部隊 - 警視庁では公安部に所属[22]し、他の道府県警察では警備部機動隊に所属[23]。
  - NBCテロ対策部隊 - 千葉県警察成田国際空港警備隊
  - 警察病院

- 海上保安庁[24]
  - 機動防除隊
  - 特殊警備隊
  - 特殊救難隊
- 医療機関
  - 救命救急センター - 一部高度救命救急センターは独自の除染・防護装備を保有（日本医科大学付属病院など）

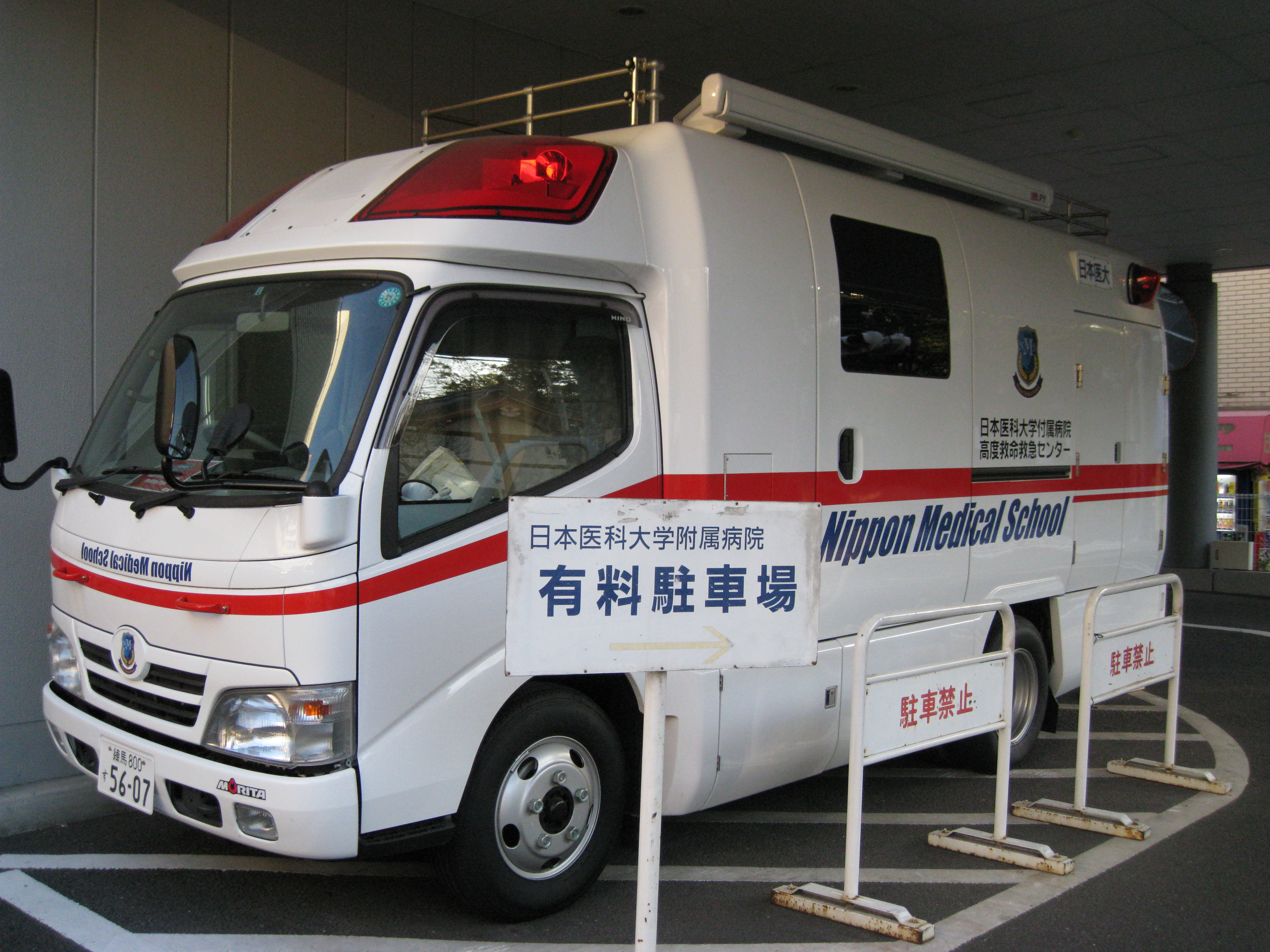
CBRNE除染車 (DMATカー)

  - 災害派遣医療チーム (DMAT)
    - 東京DMAT[25]
    - 大阪DMAT[26]

  - 放射線医学総合研究所

### アメリカ合衆国
- アメリカ疾病予防管理センター（CDC）
- エッジウッド化学生物学センター（英語版） - アメリカ陸軍の生物化学兵器研究所
- ダグウェイ実験場
- フォート・デトリック
- アメリカ陸軍CBRNスクール（英語版）

### イギリス
- ポートンダウン - イギリスの人体実験や生物兵器を研究していた施設
- CBRN防衛センター（英語版） - イギリスの大量破壊兵器対策施設

### フランス
- Orsan計画（フランス語版） - フランスにおいて大量破壊兵器を使用された時の病院対応マニュアル
- ORSEC機関（フランス語版） - フランスの災害や大量破壊兵器対応機関

### ロシア
- ロシア国立ウイルス学・生物工学研究センター - 生物兵器の開発および対策を行っていた。
- バイオプレパラト - 冷戦時代にソビエト連邦で生物兵器の開発・製造を行った組織

### ウクライナ
- 放射線・化学・生物防護部隊